# Mike Morwood
Michael John Morwood, dit Mike Morwood, né le 27 octobre 1950 à Auckland (Nouvelle-Zélande) et mort le 23 juillet 2013 à Darwin (Australie), est un archéologue et préhistorien australien, devenu notoire après sa découverte en 2003 des fossiles de l'Homme de Florès sur l'ile de Florès, en Indonésie.

## Biographie
Mike Morwood est né à Auckland et a grandi en Nouvelle-Zélande. Il obtient sa licence en archéologie de l'université d'Auckland, Nouvelle-Zélande, en 1973, et sa maîtrise l'année suivante. En 1972, le département d'anthropologie de l'université d'Auckland lui remet le prix d'excellence académique en anthropologie. Il entame son cursus de doctorat en 1976 à l'université nationale australienne, à Canberra, et l'obtient en 1980, avec une thèse intitulée : Art and stone: towards a prehistory of central-western Queensland.
Mike Morwood a commencé sa carrière en tant qu’archéologue régional dans la branche du Queensland du ministère des Affaires aborigènes et insulaires (DAIA) entre 1974 et 1976. Après avoir obtenu son doctorat, il est retourné à la DAIA dans le Queensland en tant qu’archéologue de terrain.
En 1981, il a commencé à donner des cours à l’université de Nouvelle-Angleterre (Australie), au sein de l’École d’études environnementales et humaines, à Armidale (Nouvelle-Galles du Sud). Morwood a enseigné l’archéologie australienne, l’archéologie de l’Asie du Sud-Est et du Pacifique, l’art rupestre, les méthodes archéologiques de terrain et les méthodes de laboratoire.
Mike Morwood a mené la majorité de ses recherches en tant qu'enseignant-chercheur à l’université de Nouvelle-Angleterre. En 2007, il a rejoint en tant que professeur l’École d’études de la Terre et de l’environnement de l'université de Wollongong, à Wollongong (Nouvelle-Galles du Sud).

## Homme de Florès
Sa découverte en 2003 de fossiles humains à Liang Bua, dans l'ile de Florès, en Indonésie, attribués à une nouvelle espèce, dénommée Homo floresiensis en 2004 par le paléontologue australien Peter Brown, et datés en 2016 entre 100 000 et 60 000 ans avant le présent, contribue à rendre Morwood célèbre. Après cette découverte, il conçoit le projet de rechercher les fossiles des ancêtres de l'Homme de Florès. Des outils lithiques sont en effet connus dans l'ile depuis les années 1960, qui ont été datés d'environ 840 000 ans. Mike Morwood lance une nouvelle campagne de fouilles en 2010 sur le site de Mata Menge, à Florès. Il meurt en 2013 sans avoir trouvé de nouveaux fossiles humains. En octobre 2014, Mata Menge livre un fragment de mandibule humaine daté d'environ 700 000 ans, dont la taille réduite permet de présumer l'appartenance à la même espèce.

## Prix et honneurs
En 2012, Mike Morwood reçoit la Rhys Jones (en) Medal de la Australian Archaeological Association (en),.

### Articles  connexes
- Homme de Florès
- Liang Bua
- Mata Menge